# Карнавал на цветята в Дебрецен
„Карнавалът на цветята“ в Дебрецен е сред най-големите и най-популярни културни събития в Унгария, което през 2016 година отпразнува 50-ата си годишнина.
Основният елемент на събитието е карнавалният парад на 20 август, по време на който преминават изготвени от стотици хиляди живи цветя композиции, високи почти 5 метра и дълги 12 метра. Парадът преминава през улиците на Дебрецен, придружен от унгарски и чуждестранни танцьори и фолклорни групи. В днешно време обаче Карнавалът на цветята е прераснал в Карнавална седмица, през която различни детски програми, концерти и театрални представления очакват посетителите в различни части на града.
„Карнавалът на цветята“ е най-популярното туристическо събитие в града, в чест на Деня на провъзгласяването за светец на основателя на унгарската държава крал Св. Стефан и „Празника на новия хляб“ на 20 август. През предходната седмица приблизително половин милион души пристигат в града, който има около двеста хиляди постоянни жители. Първоначално замисленото като еднодневно събитие прераства в цяла „карнавална седмица“ с различни програми и концерти. Поредицата от програми се „увенчава“ от цветните карети, дефилиращи на 20 август. Този карнавал е уникален за Европа и е примамливо събитие, чиято репутация нараства от година на година. Събитията се свързват с обичайните за района празници и други известни прояви, например Панаир на моста в Хортобад.

## Началото
Според някои проучвания още през 1905 г. на главната улица на града е имало грандиозна цветна церемония, организирана с цел от постъпленията да се закупят линейки. Открита е и снимка от 1900 г., увековечила велосипед, украсен с цветя.
С няколко изключения фестивалът се провежда всяка година на 20 август от 1966 г. Първоначално цветните платформи са придружавани само от местни изпълнители и гимназиални групи, а няколко години по-късно се появяват и чуждестранни групи, първо от социалистическите страни, а след смяната на режима, от целия свят. Събитието постепенно привлича все повече посетители в града. Побратимените на Дебрецен градове също са редовни участници в парада.
Карнавалът има и редица престижни професионални квалификации, както и отличие от Асоциацията на унгарските фестивали на изкуството.

## Подготовка
Подготовката за карнавала започва месеци по-рано, а тази на цветните платформи – 2 – 3 седмици преди събитието. Обикновено различни фирми украсяват близо 15-16-те платформи, за които се използват 3 милиона стръка цветя.
В първите години за украса се използват само живи цветя. През последните години се увеличава употребата на сухи цветя, но дори и така за украса на платформите се използват 150 – 250 хиляди живи цветя.